# Opilio parietinus
Opilio parietinus (лат.) — вид паукообразных из семейства Phalangodidae отряда сенокосцев. Встречается в Европе и Северной Америке.

## Описание
Похож на Opilio canestrinii, но с тёмными пятнами на ногах и в целом более серо-зелёного окраса. Как и Opilio canestrinii, ранее этот вид часто встречался на стенах домов в Центральной Европе, но сегодня он почти повсеместно вытеснен инвазивными видами.

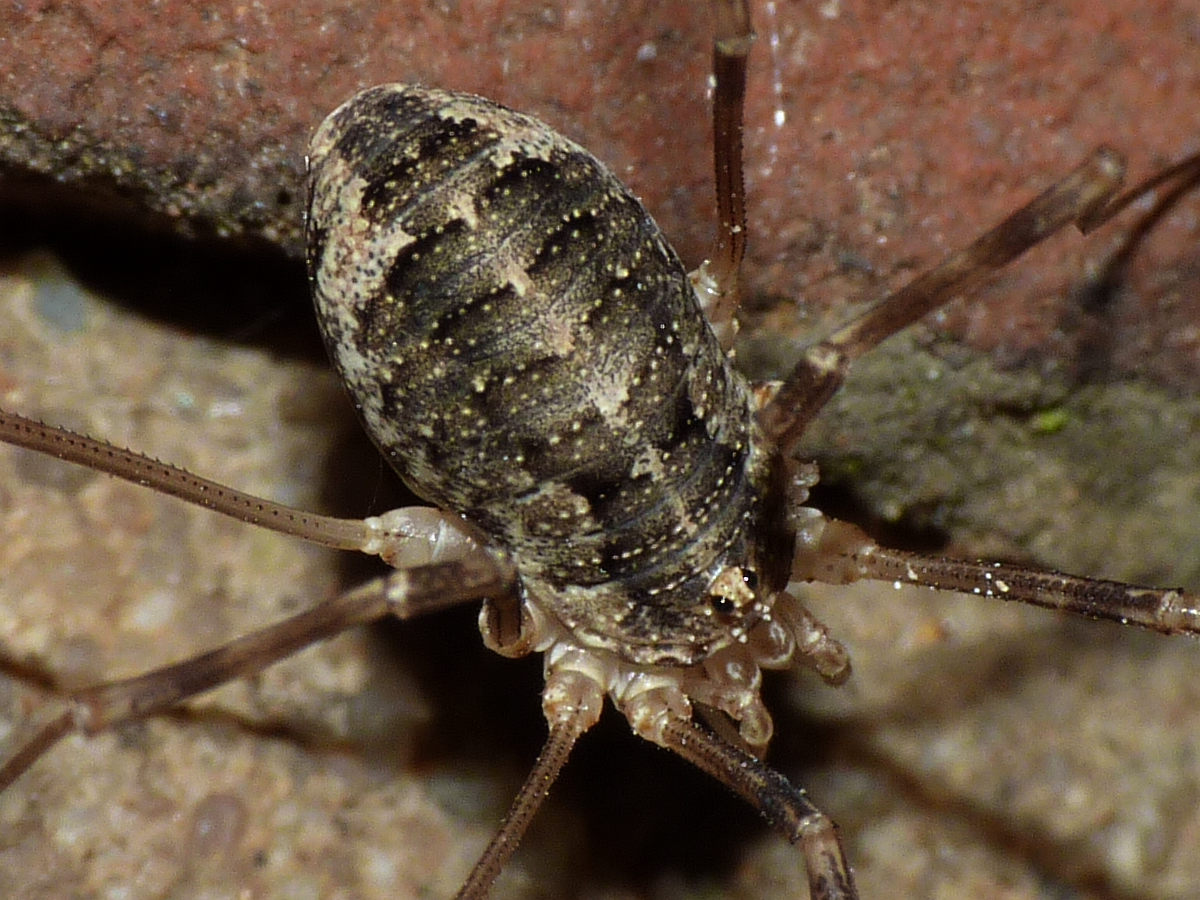
Самка
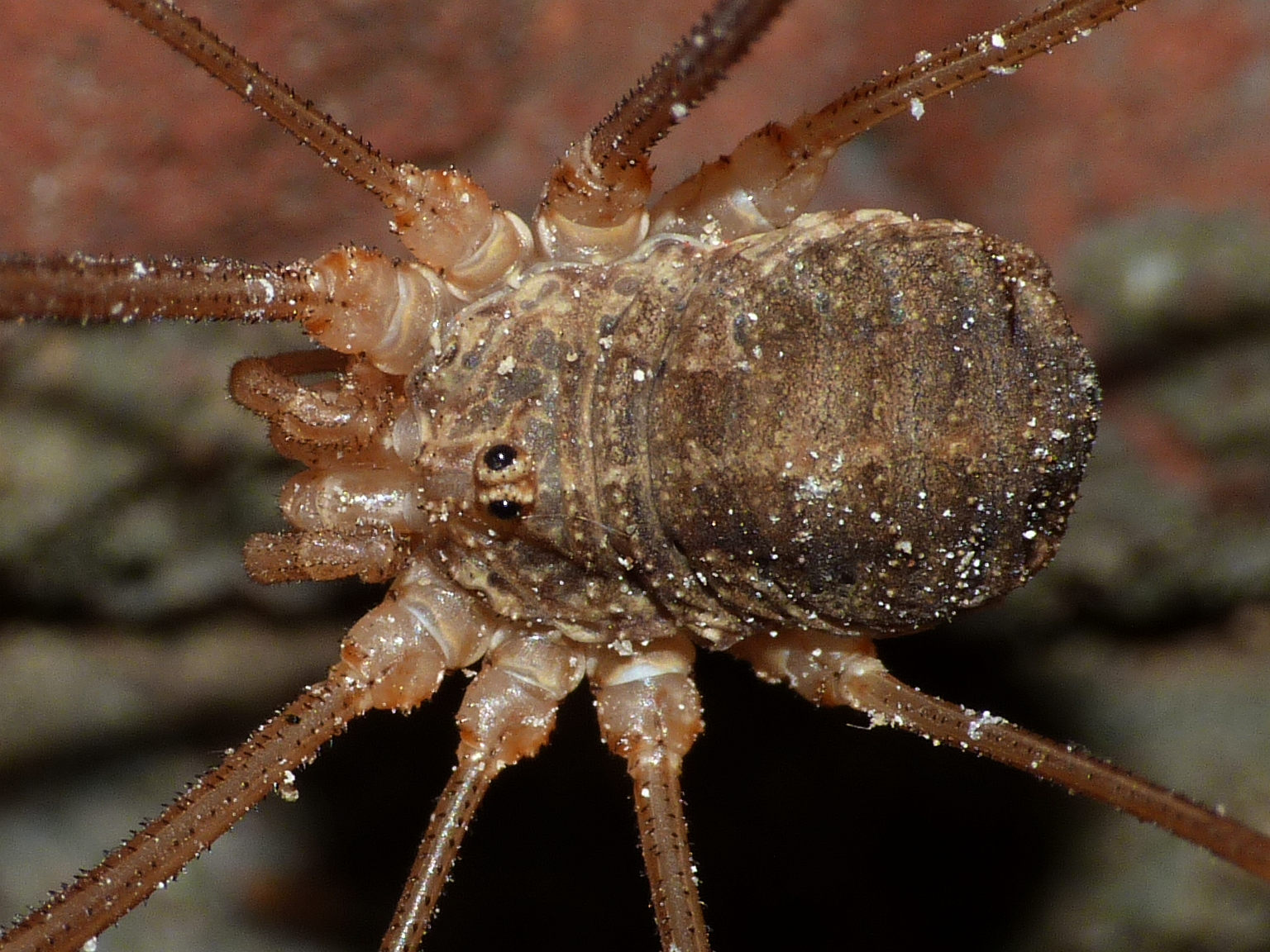
Самец
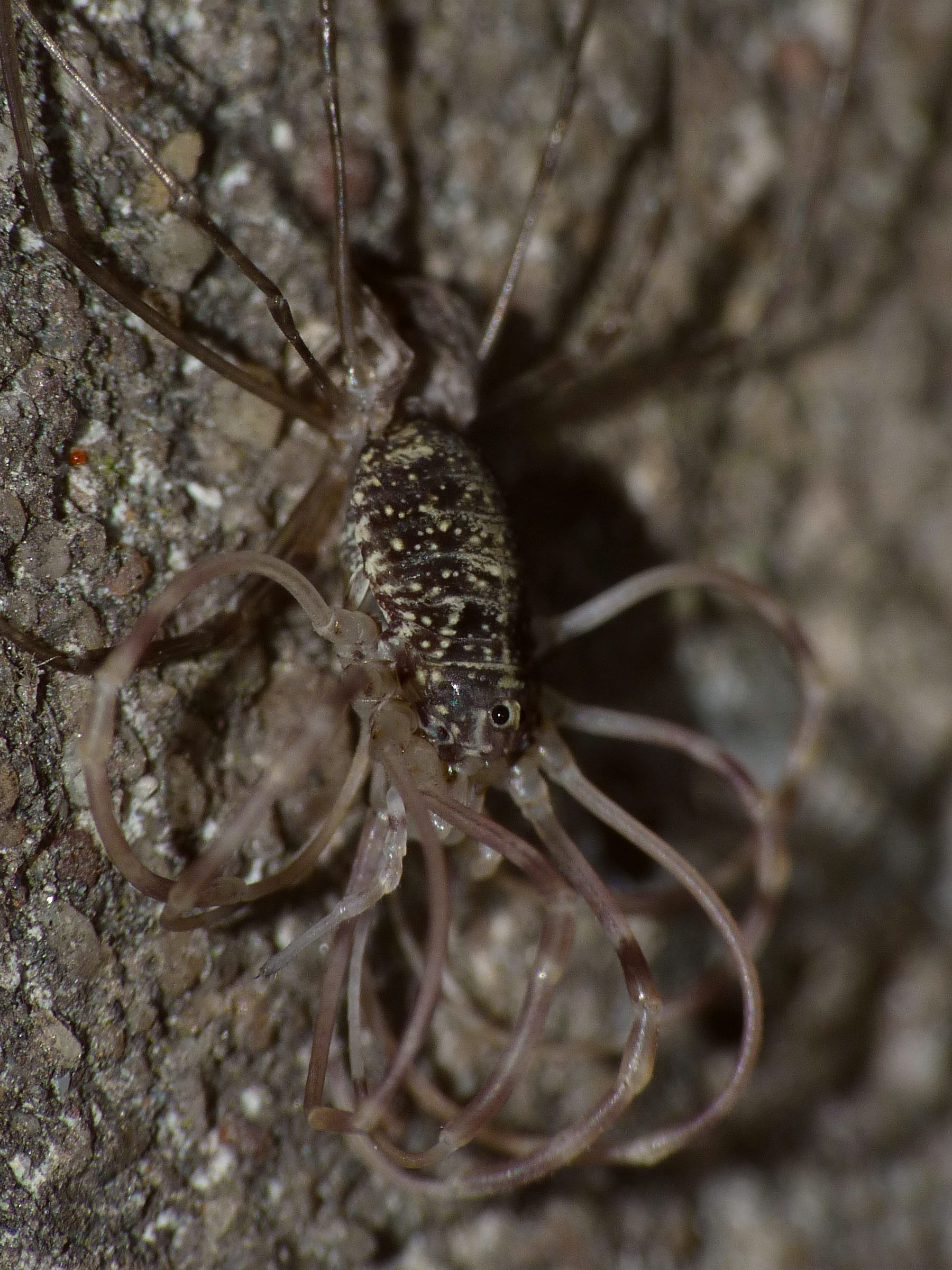
Линька
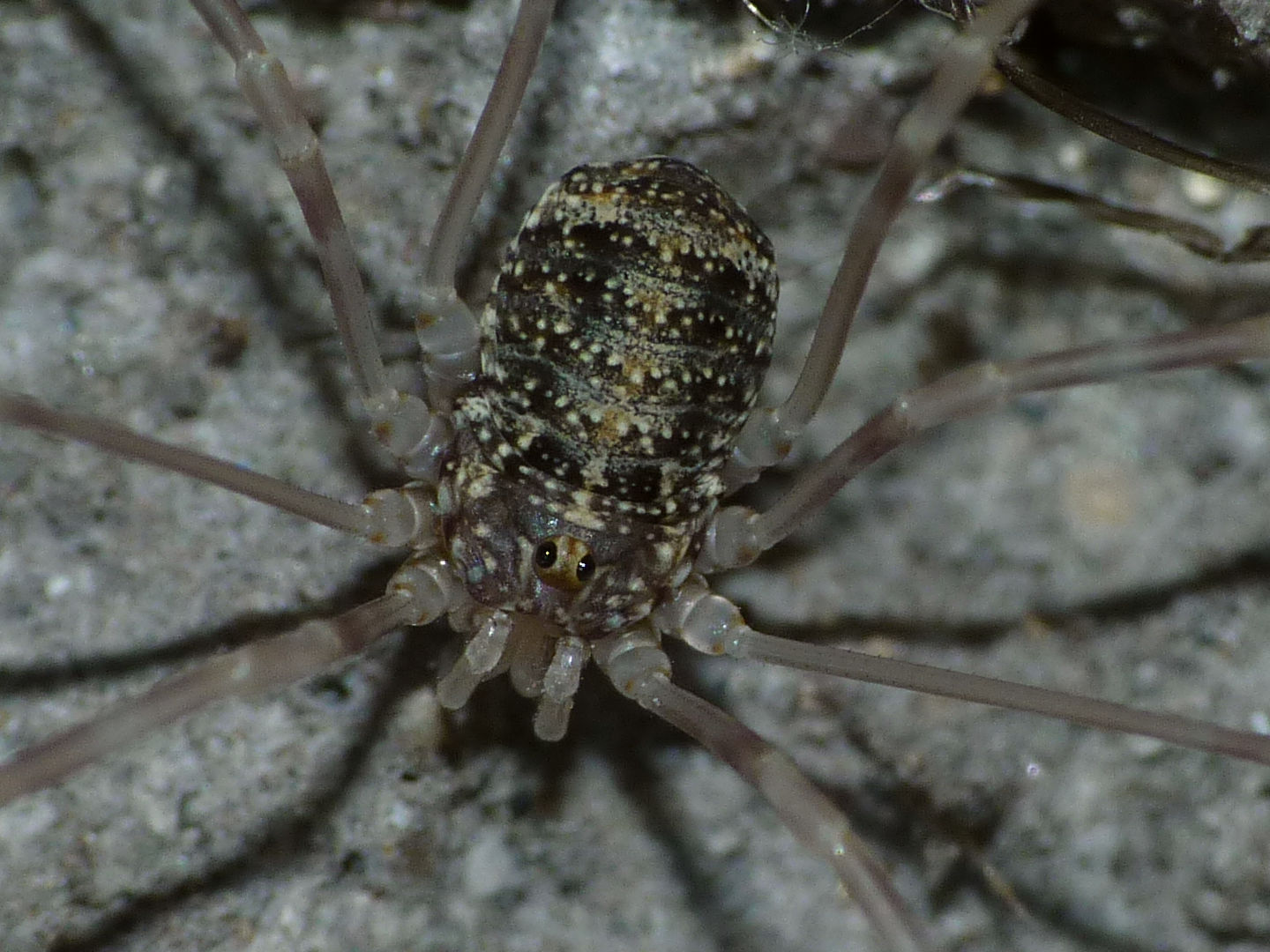
Линька — полувзрослая форма
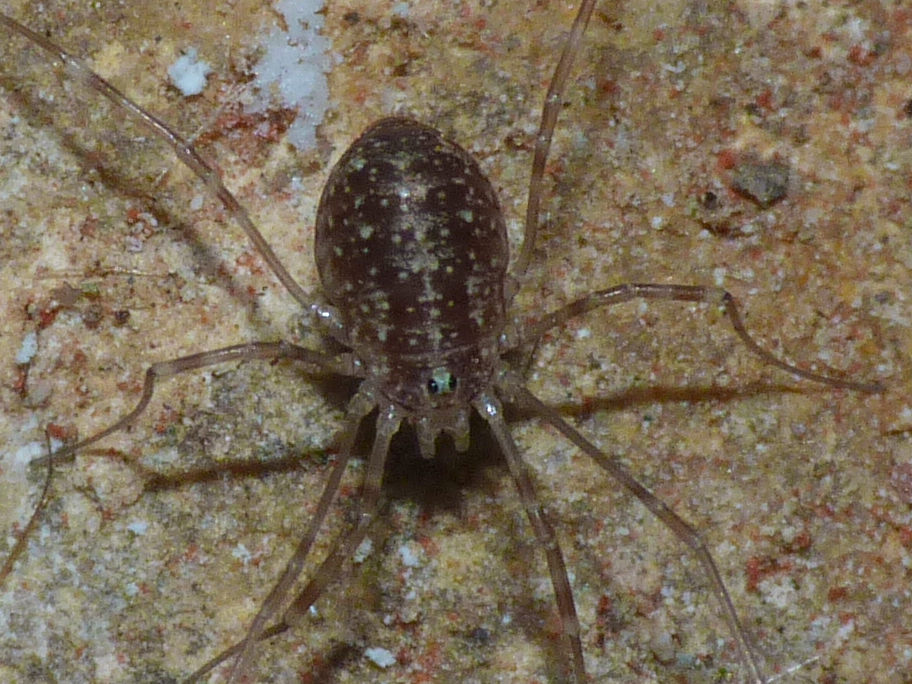
Молодь